# Nokia N93i

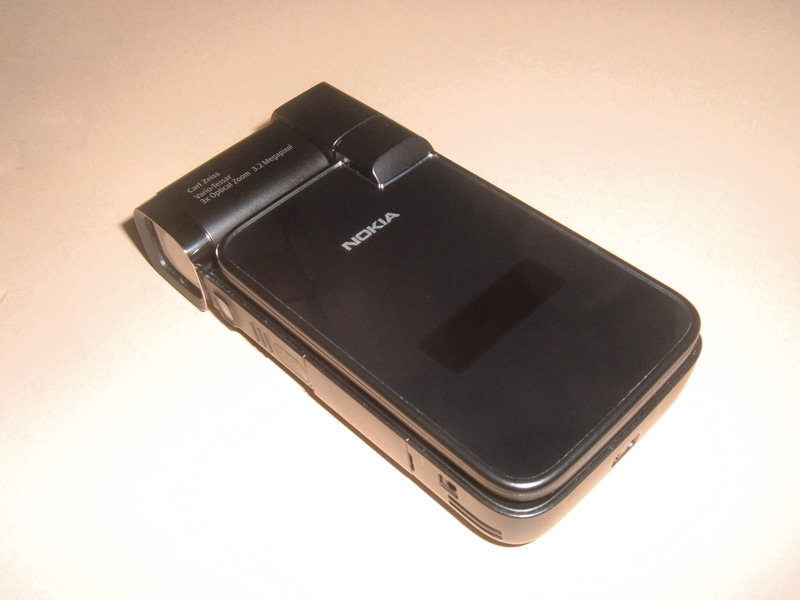
Celular Nokia N93i

El N93i es un Teléfono inteligente (teléfono inteligente) de la marca finlandesa Nokia, lanzado en enero de 2007. Es un rediseño sustancial al modelo N93, el cual se modernizó y actualizó para mantener su nivel de ventas. 
El N93i cuenta con lo último de la tecnología Nokia, como el software symbian version 3 y todos sus derivados.
Este teléfono inteligente innovó con una excelente y versátil pantalla que prácticamente se podía acomodar de cualquier manera posible, haciendo que parezca una cámara de vídeo compacta cuando esta está de lado horizontal mientras se sostiene el dispositivo de manera vertical.
El N93i incluye una cámara digital creada por Nokia en conjunto con Carl Zeiss. Dicha cámara cuenta con una calidad de 3.2 megapíxeles con zoom óptico de 3x y digital de 20x. Además, cuenta con un obturador mecánico y un estabilizador de imagen y autoenfoque. También es capaz de grabar vídeo con calidad muy similar a la del DVD (a 29 cuadros por segundo).
Este teléfono es del tipo Clamshell, aunque su pantalla sea de las más versátiles que haya en un teléfono de su tipo.